# Chasse à la baleine en Islande
La pratique de la chasse à la baleine en Islande n'est pas documentée dans les sagas, mais elle daterait du XIIe siècle[réf. nécessaire]. Il est possible que les cadavres de cétacés échoués aient d'abord été exploités, puis que ces animaux aient été chassés à partir d'embarcations à l'aide de harpons, les carcasses dérivant ensuite vers la côte où l'on en récupérait la viande. La relation des Islandais à cette chasse se traduit notamment par le mot islandais hvalreki qui signifie à la fois "baleine échouée" et "jackpot". Les cétacés ont commencé à être recensés par des auteurs s'intéressant à la nature (ex :Jón Guðmundsson) à partir du XIIIe siècle[réf. nécessaire].
La chasse commerciale islandaise moderne a été introduite au XIXe siècle par des sociétés étrangères et apporte de nouvelles techniques de chasse puis de méthodes industrielles, qui ont rapidement conduit à surexploitation et une chute des stocks de cétacés. La communauté internationale en prend conscience au XXe siècle, et adopte de plusieurs dispositifs internationaux pour la protection des cétacés,dont en créant une Commission baleinière internationale (CBI). La chasse commerciale en Islande continue jusqu'en 1986, année de l'entrée en vigueur d'un moratoire adopté par la CBI. L'Islande continue néanmoins de chasser pour des motifs scientifiques, avant d'arrêter définitivement toute chasse. Elle quitte la CBI en 1992 pour protester contre le moratoire, avant de rejoindre à nouveau la Commission en 2003 avec une réserve sur le moratoire, ce qui lui permet de pratiquer une activité commerciale de chasse à la baleine en toute légalité.
L'Islande devient l'une des principales destinations de l'observation des baleines en Europe, ce qui est aussi source de devise. De ce fait, la société islandaise est partagée entre la volonté de préserver son économie baleinière (aussi présentée comme héritage culturel) et celle d'abandonner cette pratique au profit d'un développement du tourisme vert et baleinier.

## Cétacés des mers d'Islande
Les mammifères marins ont toujours été très nombreux au large des côtes islandaises, ainsi que dans les baies et les fjords, en raison de la richesse des mers arctiques en krill et en poissions pélagiques.

Cétacés des mers d'Islande
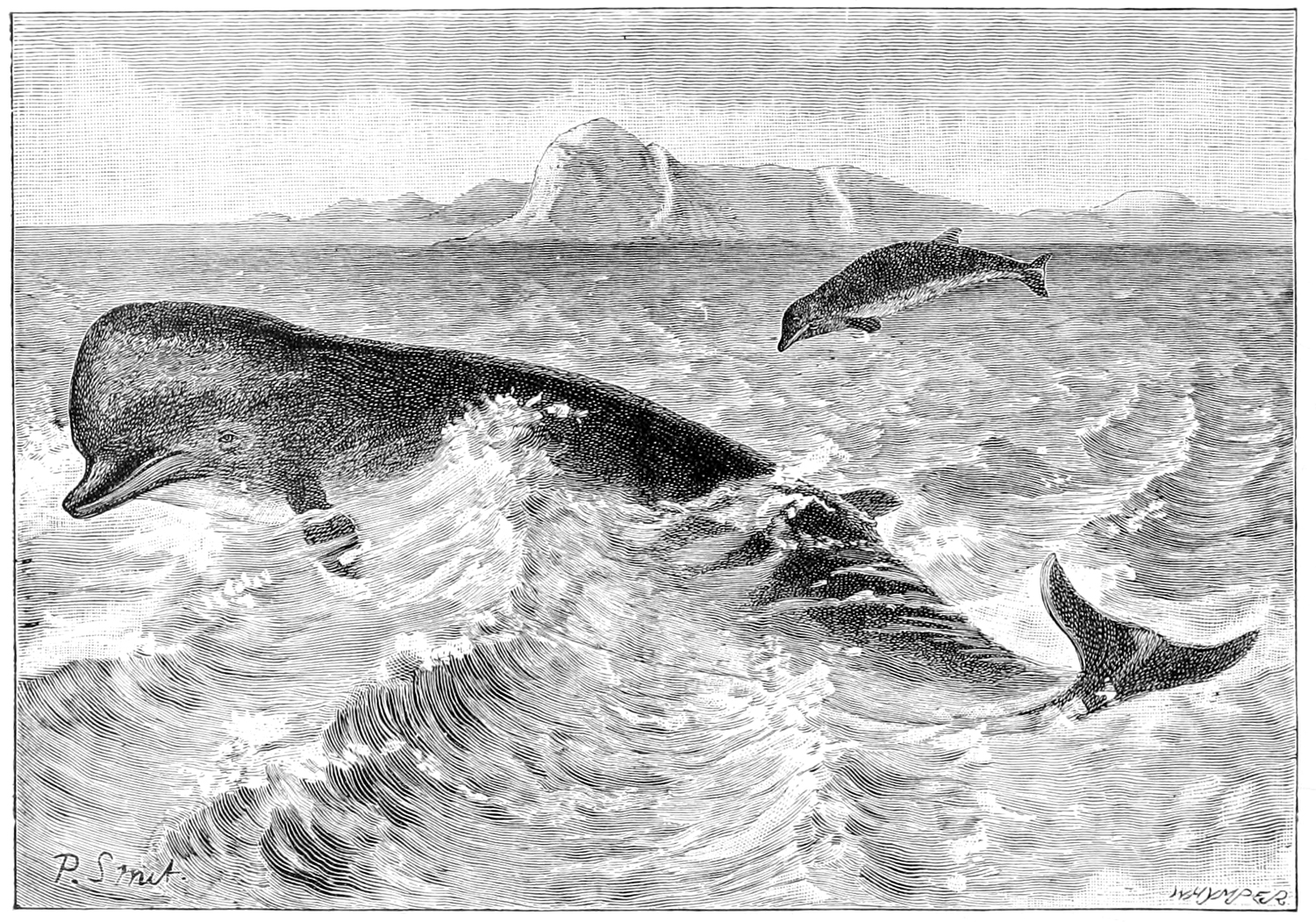
Hyperoodon boréal
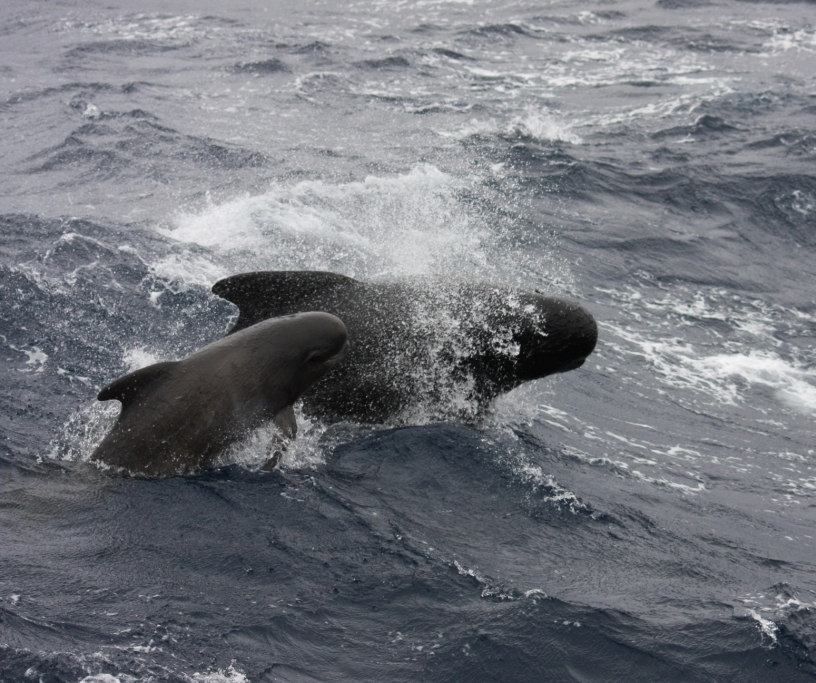
Globicéphale commun
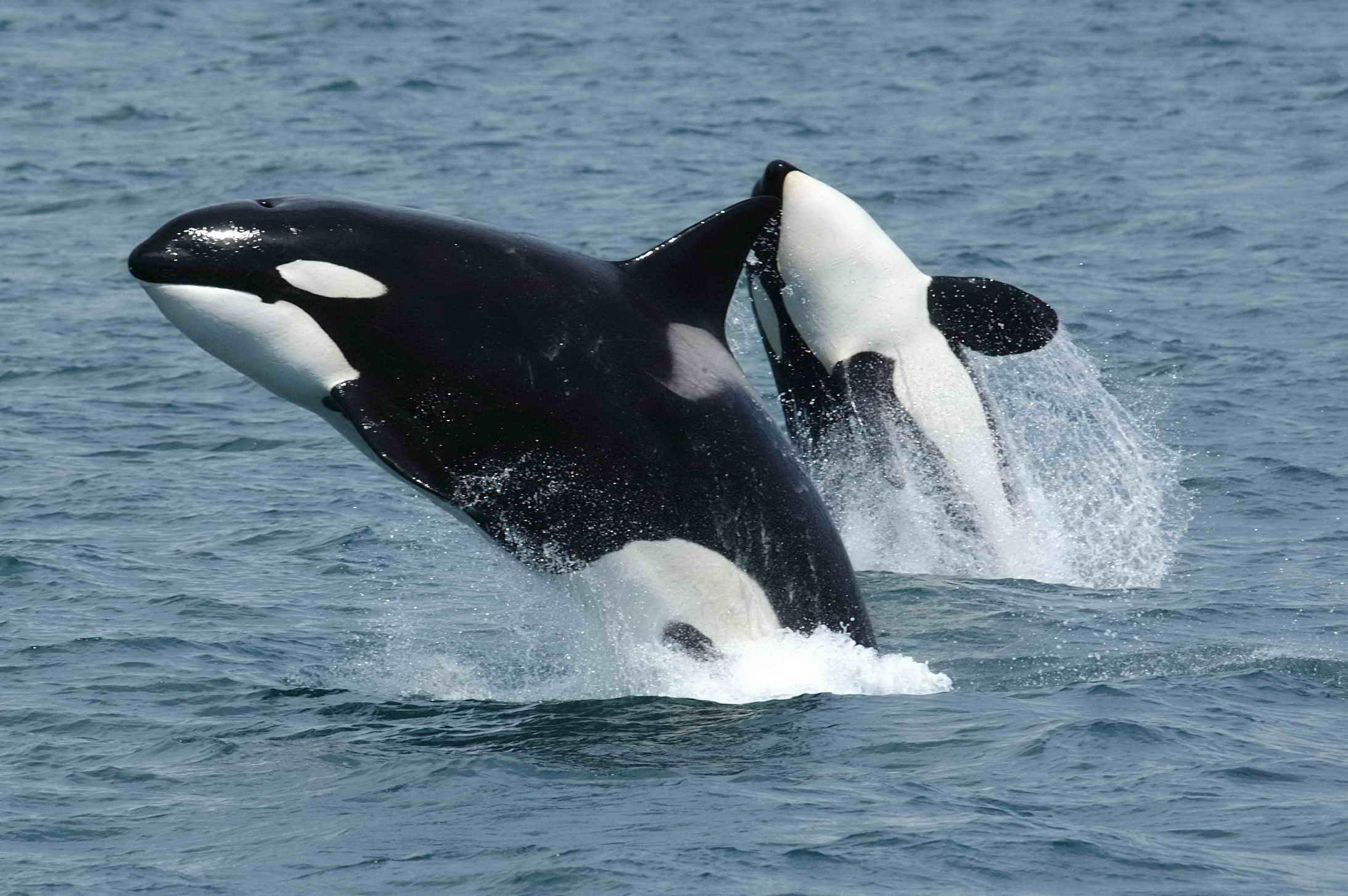
Orque
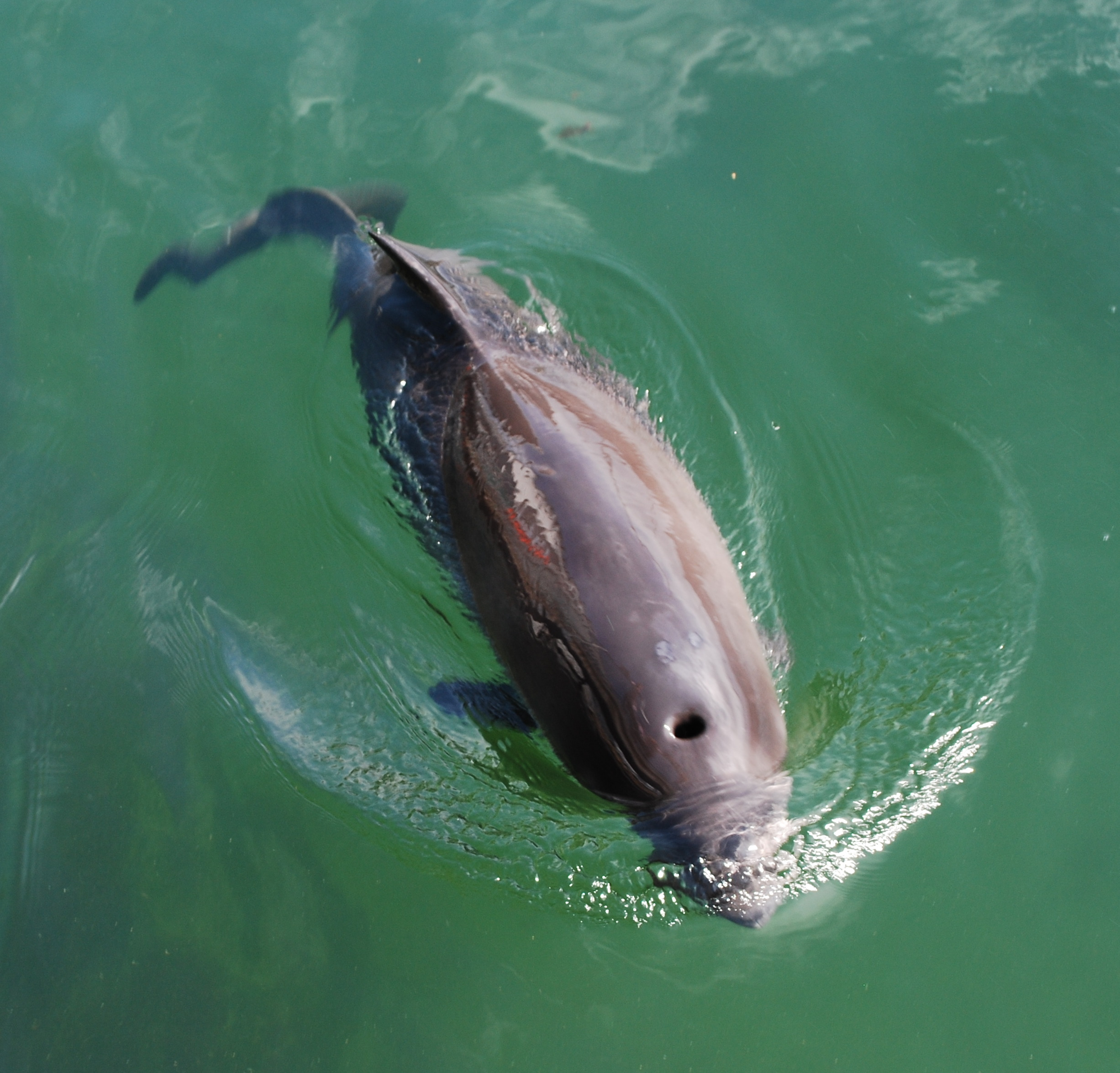
Marsouin commun
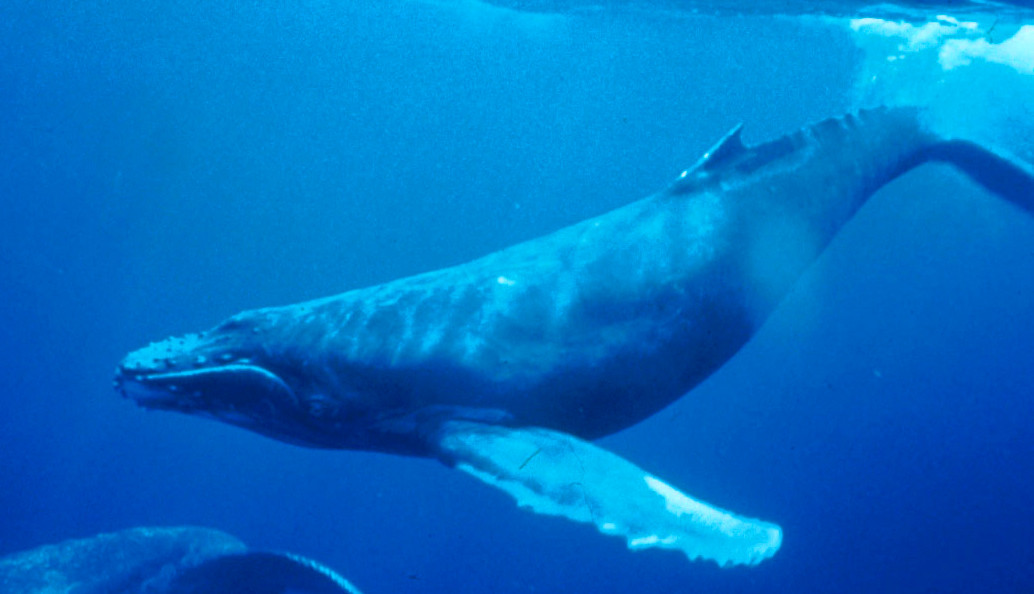
Baleine à bosse
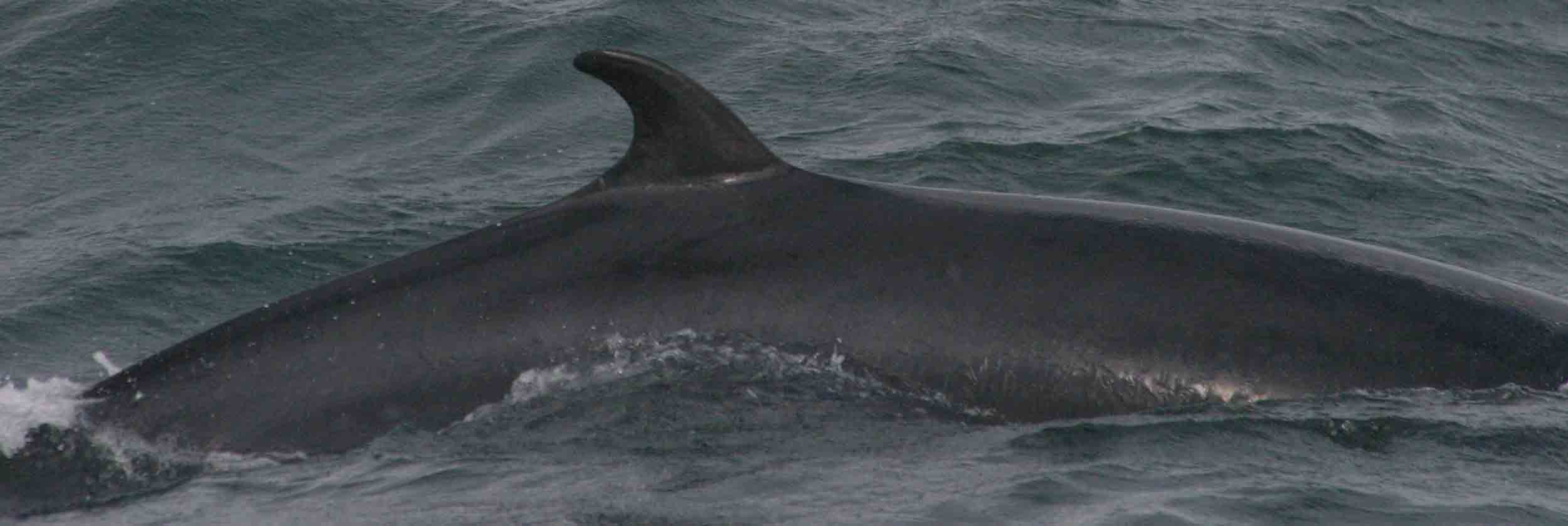
Baleine de Minke
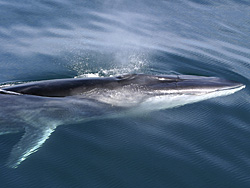
Rorqual commun
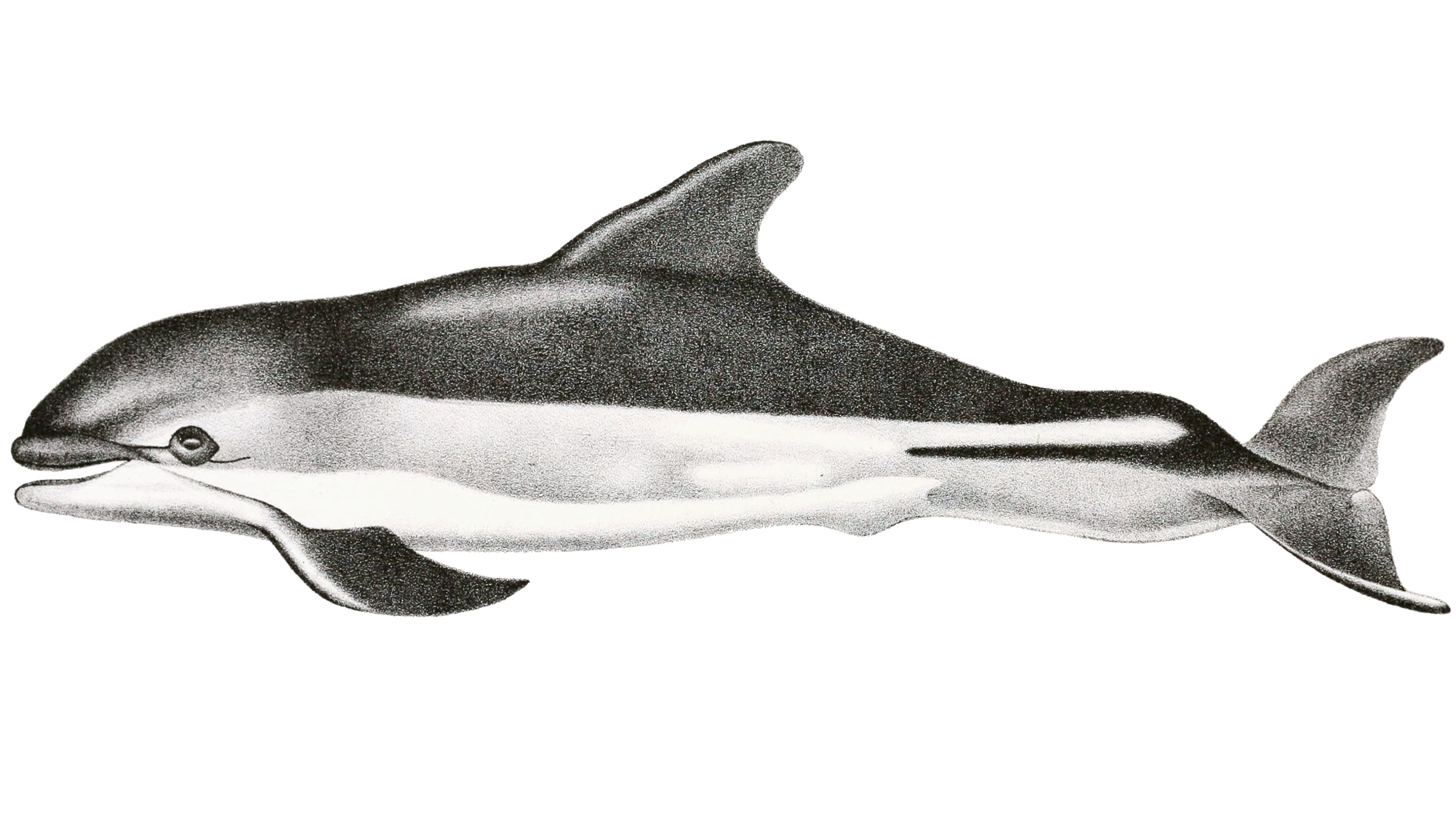
Dauphin à flancs blancs
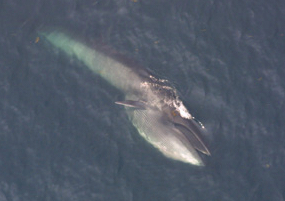
Rorqual boréal
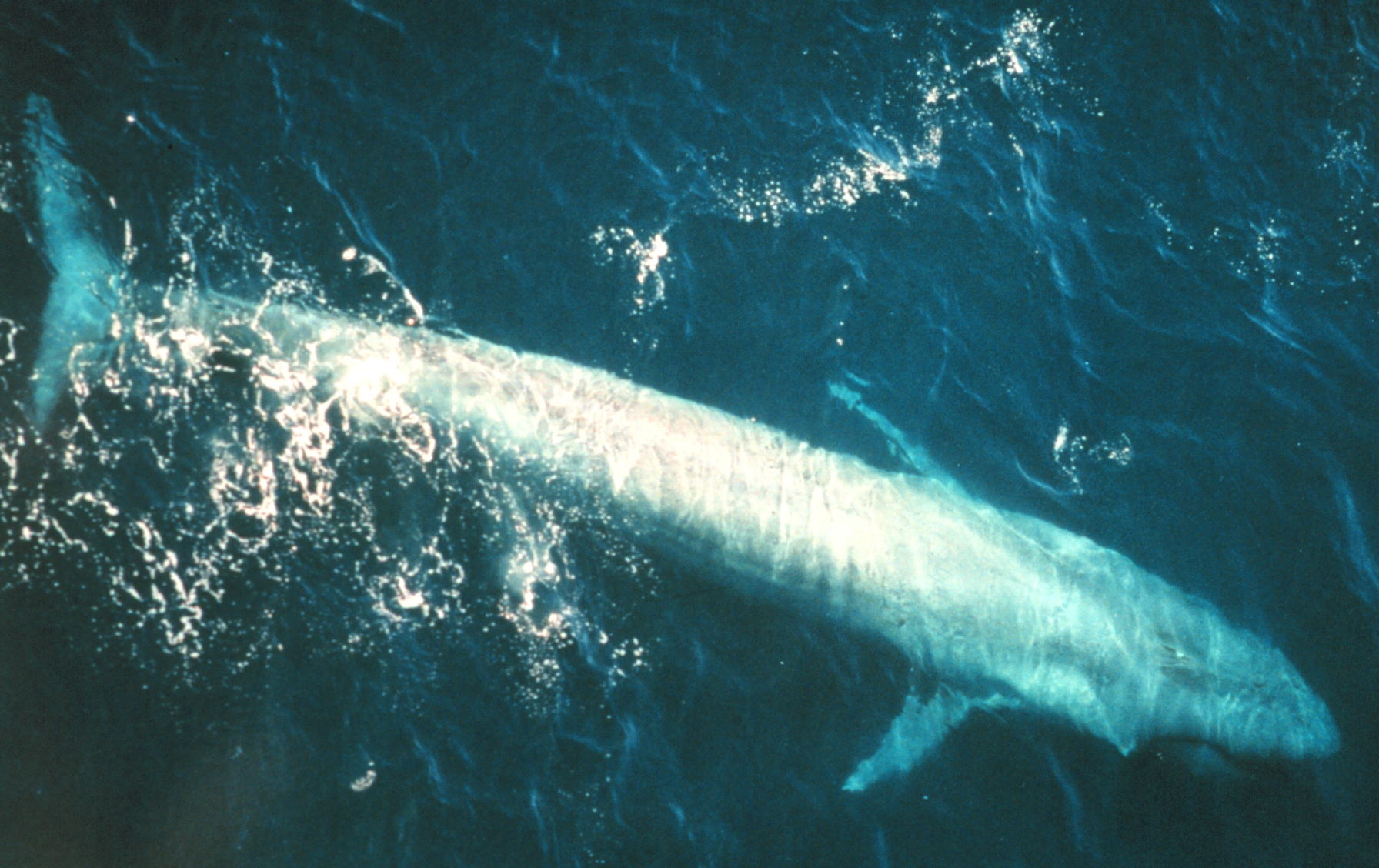
Baleine bleue

| Espèces                 | Statut de conservation UICN | Population mondiale estimée | Population estimée des mers d'Islande |
| ----------------------- | --------------------------- | --------------------------- | ------------------------------------- |
| Hyperoodon boréal       | Préoccupation mineure       | 40 000                      | 30 000                                |
| Grand cachalot          | Vulnérable                  | 375 000                     | -                                     |
| Globicéphale commun     | Préoccupation mineure       | -                           | -                                     |
| Orque                   | Préoccupation mineure       | 50 000                      | -                                     |
| Marsouin commun         | Préoccupation mineure       | -                           | -                                     |
| Baleine à bosse         | Préoccupation mineure       | 35 000                      | 1 500                                 |
| Baleine de Minke        | Quasi menacé                | 54 900                      | 50 000                                |
| Rorqual commun          | En danger                   | 100 000                     | 10 000                                |
| Dauphin à flancs blancs | Préoccupation mineure       | 200 000 - 300 000           | -                                     |
| Rorqual boréal          | En danger                   | 54 000                      | 8 000                                 |
| Baleine bleue           | En danger                   | 5000 - 12000                | 600                                   |

## Histoire

### Origine

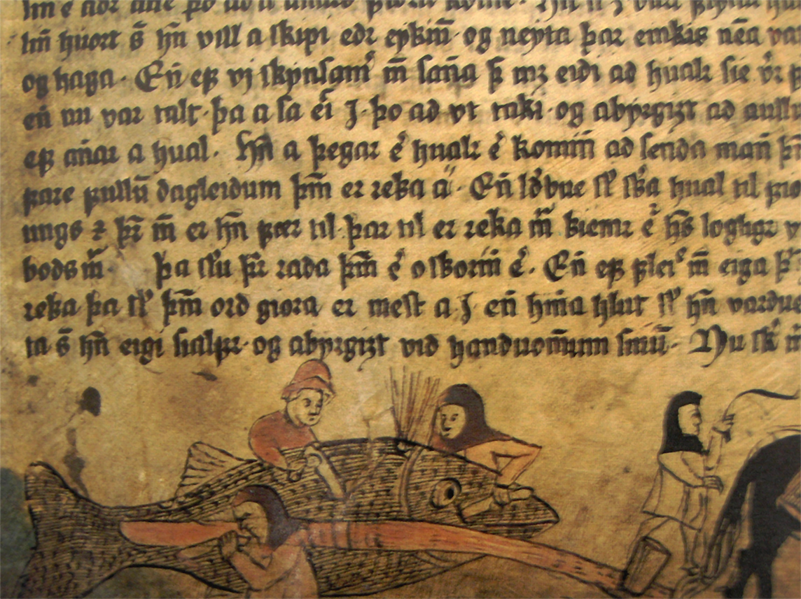
Illustration d'Islandais dépeçant une baleine dans un manuscrit du XVIe siècle

La littérature nordique historique, comme les sagas, n'évoquent pas la chasse à la baleine en Islande. Mais des conflits occasionnels ont eu lieu entre les clans au sujet de carcasses de baleines qui s'échouaient sur les plages islandaises. Ce seraient les premières interactions entre les populations nordiques et les cétacés. Des vikings norvégiens auraient introduit une technique de chasse consistant à entraîner les dauphins au fond d'un fjord pour les tuer plus facilement. Le Konungs skuggsjá, texte norvégien du milieu du XIIIe siècle, est le premier document historique scandinave qui recense plusieurs types de cétacés et de dauphins. Dans un ouvrage du XVIIe siècle, un Islandais, Jón Guðmundsson, décrit plusieurs espèces de cétacés, reconnues aujourd'hui comme étant le grand cachalot, le narval, la baleine franche de l'Atlantique Nord, le rorqual commun et la baleine bleue.

### Des basques dans les mers islandaises

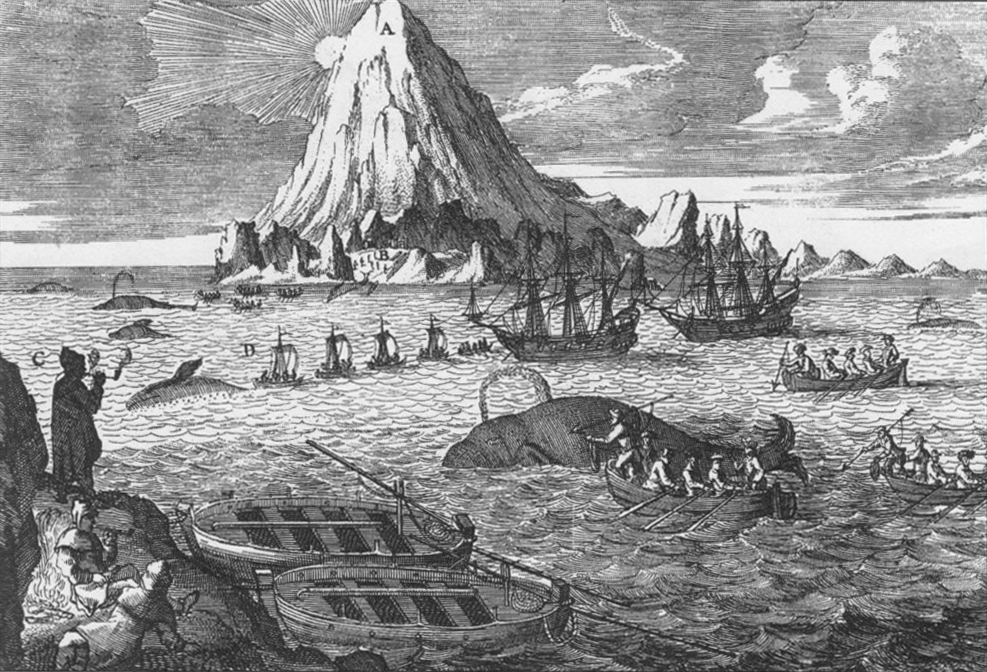
Chasse à la baleine en arctique

Des sources historiques du XVIIe siècle et XVIIIe siècle témoignent d'une chasse extensive menée par des Basques autour de l'Islande, ainsi qu'au large du Labrador et de Terre-neuve. Les Basques étaient probablement les premiers Européens à s'engager dans une chasse organisée. Dès le XIIe siècle, ils commencent à chasser la baleine franche de l'Atlantique Nord dans le golfe de Gascogne, mais en raison de la raréfaction de l'espèce, ils étendent leur chasse vers le nord-ouest.
En 2008, une ancienne station baleinière basque datant du XVIIe siècle est découverte dans le Steingrímsfjörður. Cette station était composée de trois bâtiments principaux: un premier qui permettait de traiter l'huile issue des cétacés, un deuxième qui abritait un atelier pour la fabrication de tonneaux nécessaires au transport de l'huile et un troisième qui comportait le logement des chasseurs. La présence de ces chasseurs basques sur l'île était vraisemblablement illégale, en raison du monopole commercial imposé par la couronne danoise à cette époque.
Les relations des chasseurs basques avec la population islandaise sont parfois conflictuelles. Ainsi, en 1615, trente Basques sont assassinés à la suite du naufrage de leur navire. La coexistence et les échanges entre les pêcheurs basques et les Islandais a eu pour conséquence l'apparition d'un pidgin parlé dans les Vestfirðir, le basco-islandais.
Dès le milieu du XVIIIe siècle, des Anglais et Néerlandais louent à prix d'or les services des baleiniers basques pour qu'ils leur apprennent leurs techniques. Bon élèves, ils deviennent rapidement autonomes.

### Chasse moderne
Avec l'arrivée de nouvelles techniques de chasse pendant le XIXe siècle, des navires baleiniers venant d'Amérique, de Norvège et d'autres nations européennes commencent à chasser des baleines dans les eaux islandaises..
En 1865, les Américains Thomas Welcome Roys and C. A. Lilliendahl implante une station baleinière dans le Seyðisfjörður testent un modèle expérimental de harpon monté sur une fusée. Cependant, en raison d'une chute des prix du pétrole après la guerre de Sécession, leur entreprise fait faillite en 1867. Un officier de la marine danoise, O.C. Hammer, met en place deux stations côtières en l'Islande et commence à utiliser le harpon conçu par Roys et Lilliendahl.
En 1883, la chute des stocks de cétacés dans les eaux norvégiennes, en raison d'une chasse sans restriction et sans contrôle, incite les chasseurs à se déplacer jusqu'au large de l'Islande. Le Norvégien, Svend Foyn fait plusieurs tentatives pour tirer profit de la chasse à la baleine en Islande, mais le résultat fut un échec. À la suite des demandes insistantes pour que les Norvégiens travaillant en Islande deviennent des sujets de la couronne danois, Foyn décida de vendre l'ensemble des parts de son entreprise, et abandonna ainsi sa participation à cette activité. Thomas Amlie devint ainsi le principal actionnaire de l'entreprise et connut rapidement un très grand succès. Face aux bons résultats d'Amlie, de nombreuses sociétés concurrentes décidèrent de déplacer leurs opérations en Islande. À l'âge de 82 ans, Amlie meurt noyé, avec 32 marins, après le naufrage d'un de ses navires baleiniers lors d'une violente tempête de 1897. Amlie est considéré comme le père de la chasse à la baleine moderne en Islande.
Entre 1883 et 1915 dix compagnies baleinières (pour la plupart norvégiennes) sont en opération avec 14 stations côtières à l'est et à l'ouest de l'Islande. L'une des entreprises les plus performantes, dirigée par Hans Elefsen, produisit dans sa meilleure année un quart de l'huile de baleine sur l'île. Toutefois, à la suite de la baisse des stocks de baleines, Elefsen dû déplacer en 1911 son opération commerciale en Afrique du Sud.
En 1897, la Société baleinière industrielle d'Islande (Hval-Industri Aktieselskabet Island - également appelé Compagnie baleinière islandaise) est créé. Un commerçant islandais, A. Asgeirsson, était son principal actionnaire, mais la société était fortement dépendante de personnel et d'équipements norvégiens. Après des années de fonctionnement difficile, la compagnie fait faillite en 1913.
Les baleines bleues et les rorquals communs étaient principalement chassées, avec également les baleines à bosse et les rorquals boréaux. Jusqu'en 1914, les Islandais ne chassaient pas la baleine de Minke en raison de superstitions qui voulaient que les petits rorquals étaient envoyés par Dieu en tant que protecteurs.
Les Islandais avaient des opinions mitigées sur l'industrie baleinière. Certains se félicitaient des gains économiques que représentaient cette activité, alors que d'autres se plaignaient de l'impact que cette chasse avait sur la pêche au hareng. En raison des conséquences sur la pêche, une interdiction de la chasse à la baleine est adoptée en 1886. Cette interdiction concernait une période de mai à octobre sur les zones de pêche au hareng des eaux territoriales islandaises. Cependant, la fermeture de ces zones n'avait que très peu d'effets sur la chasse.
En 1903, une autre proposition d'embargo sur la chasse est proposée avant d'être rejetée par l'Althing. Finalement, en 1913, une interdiction totale de la chasse à la baleine est adoptée pour commencer dès le 1er octobre 1915, afin de préserver les stocks de cétacés et de faire face à la menace que représentaient les baleiniers norvégiens,.
La loi est abrogée en 1928, et en 1935, le gouvernement islandais délivre un permis pour l'installation d'une station baleinière à Tálknafjörður. Une nouvelle loi de 1935 stipule que les baleines se trouvant dans les eaux territoriales islandaises ne peuvent être chassées que par les Islandais. En 1948, la société Hvalur H/F achète une ancienne base navale américaine dans le Hvalfjörður et la transforme en une station baleinière,,. 

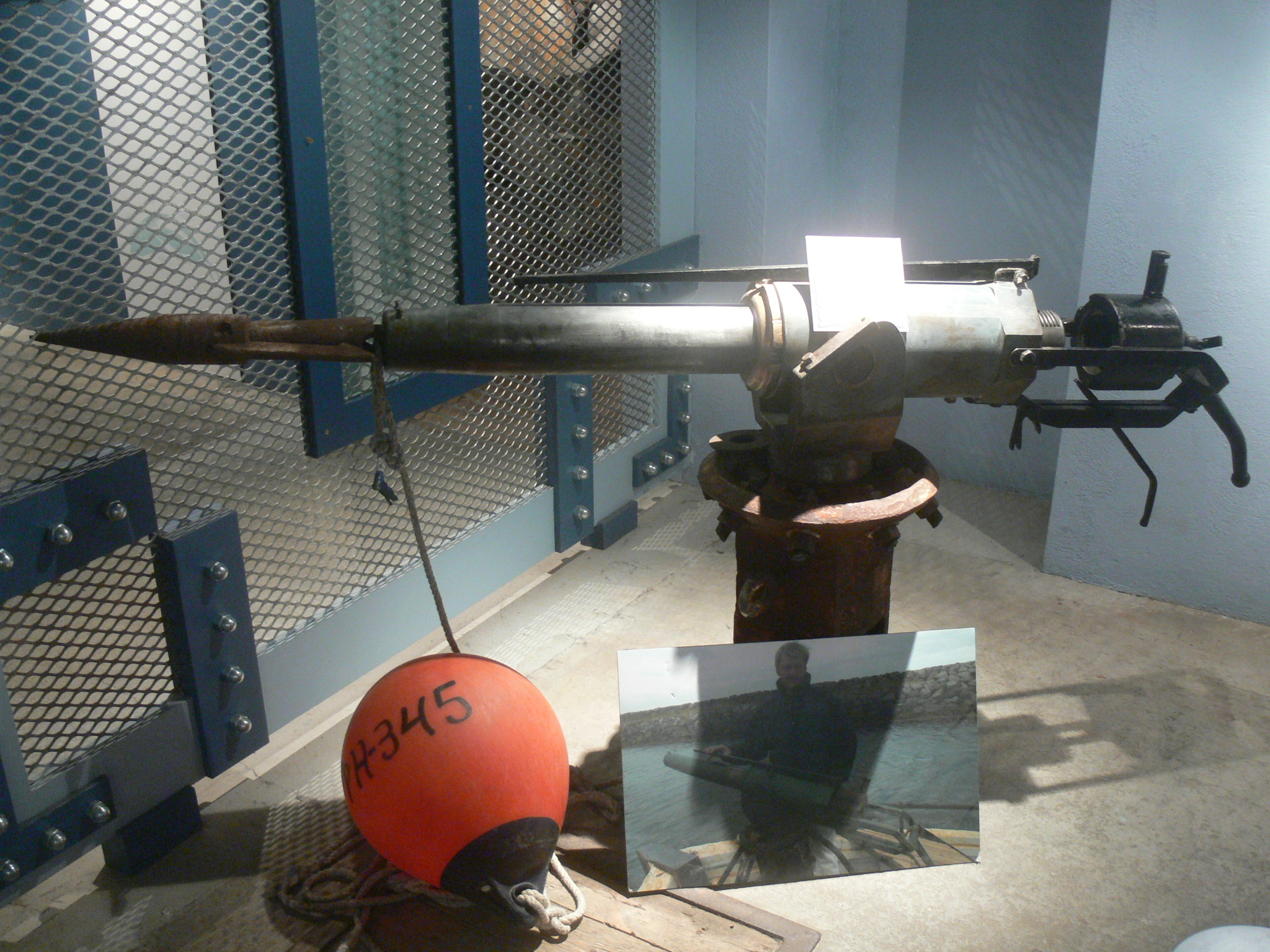
Harpon
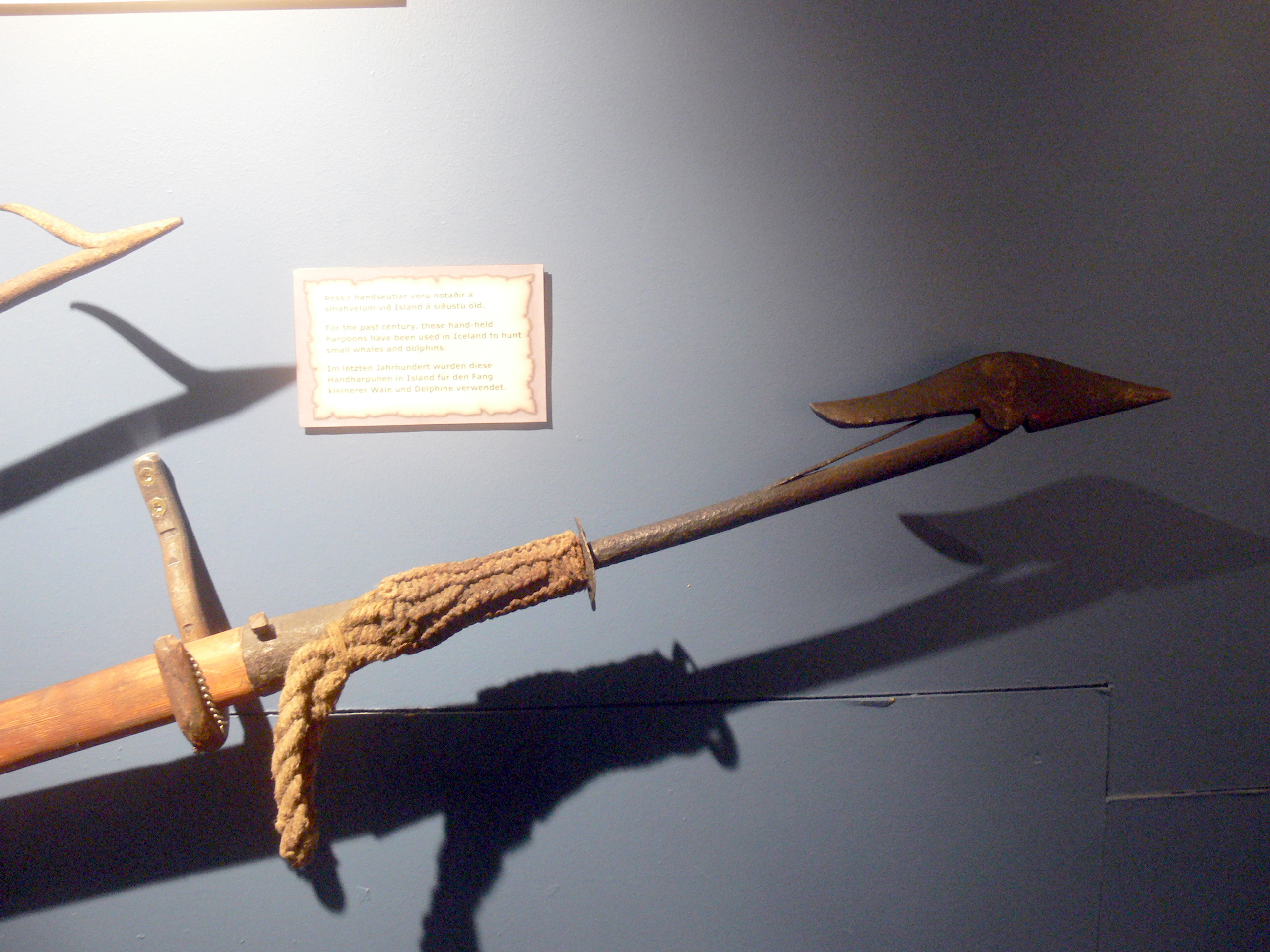
Harpon pour dauphins et petites baleines
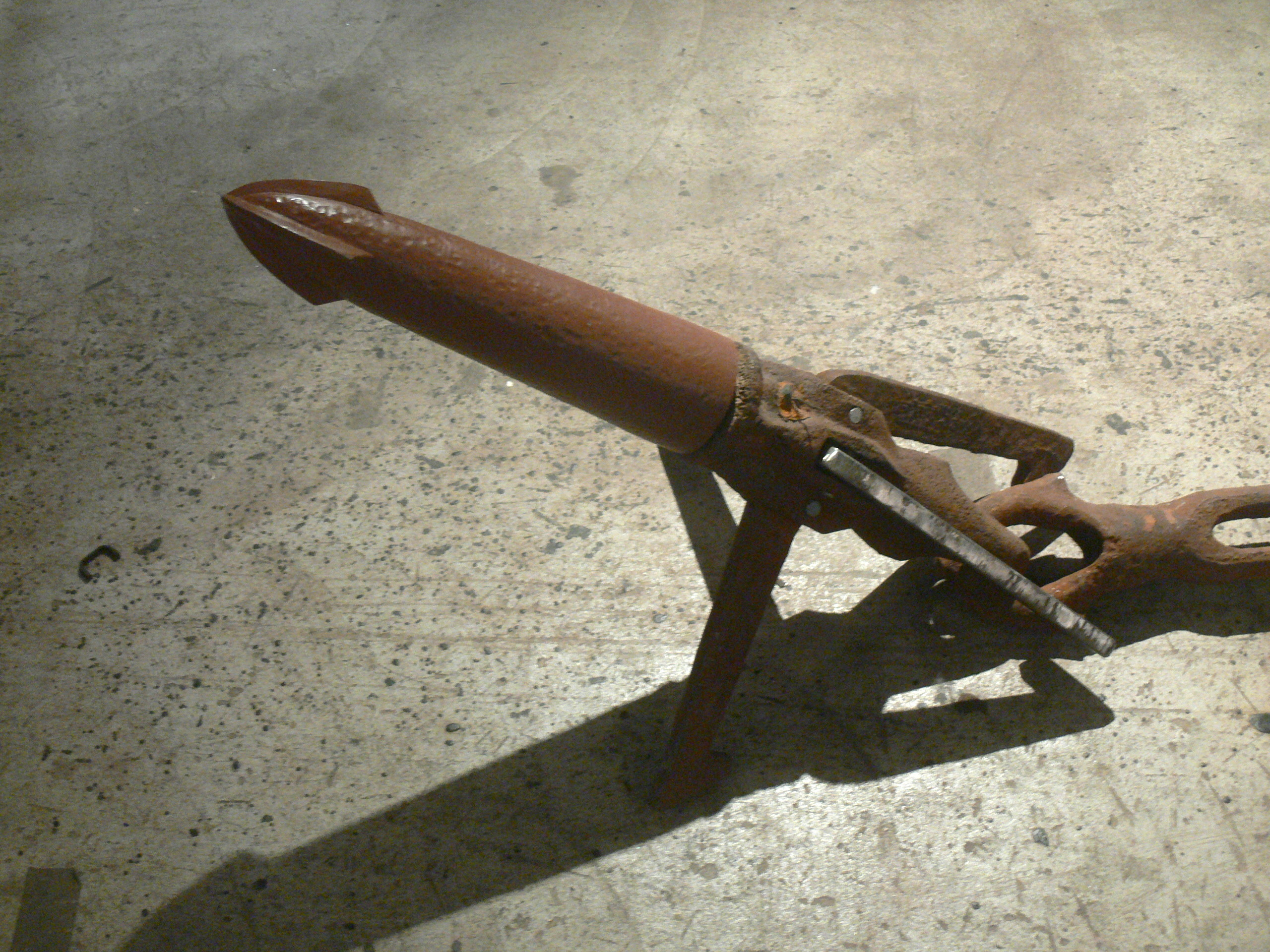
Harpon explosif utilisé entre 1948 et 1989

### La CIRCB et la CBI
La Convention internationale pour la règlementation de la chasse à la baleine est signée le 2 décembre 1946 à Washington et entre en vigueur le 10 novembre 1948. Cet accord environnemental entend protéger les cétacés en établissant des quotas restrictif pour la chasse à la baleine tout en assurant à celle-ci un développement régulier. Basée sur l'International Agreement for the Regulation of Whaling signé le 8 juin 1937 et sur les protocoles de 1938 et de 1945, la CIRCB met en place la Commission baleinière internationale dès 1949. L'Islande devient un membre de la CBI, dès sa création.
Comme beaucoup d'autres nations baleinières, la chasse à la baleine islandaise était incompatible avec les règles édictées par la CBI. Par exemple, en 1954, la CBI adopta une proposition pour la protection des baleines bleues et l'interdiction de leur chasse dans l'Atlantique Nord pendant cinq ans (1955-1959). Toutefois, l'Islande s'opposa à cette décision et a continua de chasser ces baleines jusqu'en 1960.
Les premiers quotas pour la chasse des baleines de Minkes sont adoptés en 1974 en Islande. La CBI ne fixent des quotas pour cette espèce qu'à partir de 1977. En effet, ces baleines étaient principalement chassées par des pêcheurs originaires de petits villages et ces prises étaient considérées comme insignifiantes pour enregistrer des statistiques. Ces nouveaux quotas fixés par la CBI étaient partagés entre l'Islande, la Norvège et le Danemark.

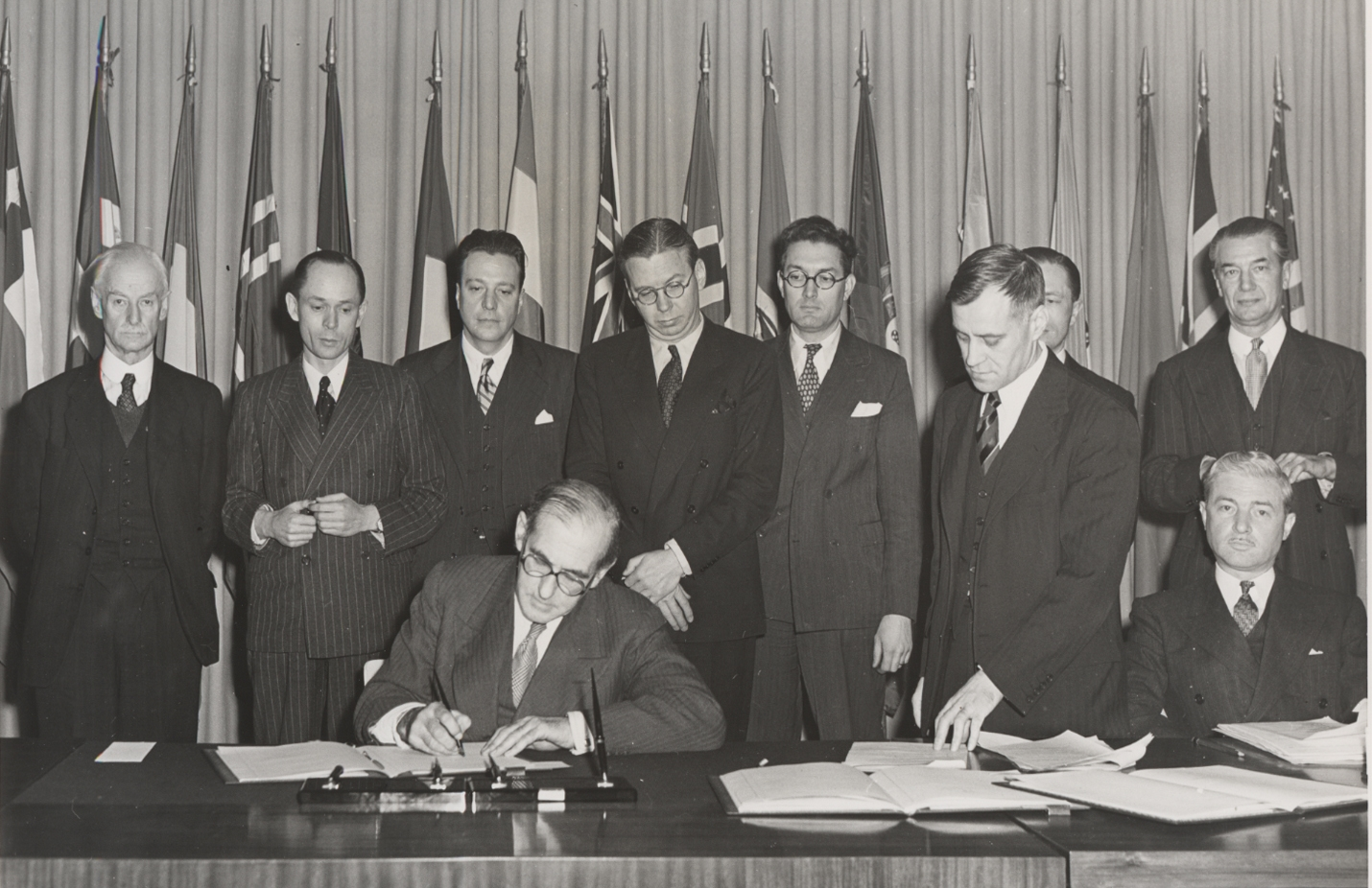
Signature de la CIRCB en 1946
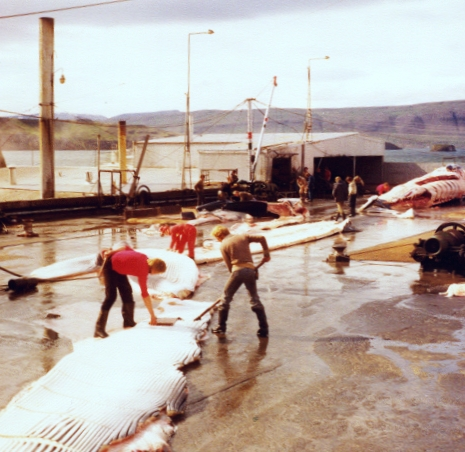
Dépeçage d'une baleine en 1979
États membres de la CBI

### Le moratoire de 1986
En 1972, la Conférence des Nations unies sur l'environnement de Stockholm se prononce à l'unanimité en faveur l'adoption d'un moratoire de dix ans sur la chasse commerciale. Malgré cela, la CBI ne suit pas cette résolution des Nations unies, l'Islande, la Russie, le Japon, la Norvège, l'Afrique du Sud et le Panama votant contre. En 1973, une nouvelle proposition concernant un moratoire connaît également un échec, la majorité des 3/4 requise n'étant pas atteinte.
Entre 1973 et 1983, la CBI compte 37 États membres, soit 23 de plus. Ces nouvelles adhésions vont permettre aux États anti-chasse de prendre de l'importance au sein de la Commission. En effet, un moratoire sur la chasse commerciale de la baleine est finalement adopté au sein de la CBI en 1982, avec une majorité écrasante (25 votes pour, 7 votes contre et 5 abstentions). Ce moratoire, valable pour des périodes de quatre ans, entre en vigueur en 1986. Il a été obtenu par des États non chasseurs, notamment les États-Unis et l'Union européenne, et des ONG de protection de la nature.
L'Islande, à la différence de la Norvège, n'oppose pas d'objection formelle à ce moratoire, et est ainsi obligée de respecter les nouvelles restrictions internationales. Le parlement islandais, l'Althing, peut être à la suite de pressions de la part des États-Unis, a voté à une courte majorité la décision de ne pas présenter d'objection (29 pour, 28 contre).

### Les débuts de la chasse dite scientifique
Les pays pratiquant jusqu'alors la chasse à la baleine et qui sont liés juridiquement au moratoire perçoive très vite un moyen de contourner cette règlementation. La chasse scientifique, prévue par l'article VII de la Convention internationale pour la réglementation de la chasse à la baleine, est ainsi privilégiée pour continuer cette pratique, et ce en conformité avec le droit international:
« 1. Nonobstant toute disposition contraire de la présente Convention, chaque Gouvernement contractant pourra accorder à l’un de ses nationaux un permis spécial l’autorisant à tuer, capturer et traiter des baleines en vue de recherches scientifiques, sous réserve de telles restrictions, quant au nombre, et de telles autres conditions que le Gouvernement contractant jugera utile de prescrire ; dans ce cas, la présente convention sera inopérante en ce qui concerne les baleines tuées, capturées et traitées conformément aux dispositions du présent article. Chaque Gouvernement contractant communiquera immédiatement à la Commission toute autorisation de cette nature accordée par lui [...].
2. Toutes baleines capturées en vertu dudit permis devront autant que possible être traitées, et le produit en sera utilisé conformément aux instructions émises par le Gouvernement qui a accordé le permis.
3. Chaque Gouvernement contractant transmettra à tel organisme que pourra désigner la Commission, dans la mesure du possible et à des intervalles ne dépassant pas un an, les informations scientifiques dont il disposera relativement aux baleines et à la chasse à la baleine, y compris les résultats des recherches poursuivies en vertu des dispositions du paragraphe 1er du présent article et de celles de l’article IV.
4. Reconnaissant qu’il est indispensable de recueillir et d’analyser constamment des données scientifiques afférentes aux opérations d’usines flottantes et de stations terrestres, afin de diriger de manière rationnelle et productive l’exploitation de l’espèce baleinière, les Gouvernements contractants prendront toutes mesures possibles en vue de se procurer lesdites données. »
— Article VII, Convention internationale pour la réglementation de la chasse à la baleine
Dès 1985, l'Islande, comme le Japon, soumet une proposition pour continuer de chasser des baleines conformément aux dispositions de l'article VIII de la Convention, dans le cadre d'un programme de recherche scientifique, qui serait financé par l'exportation de viande de baleine vers le Japon. L'Islande proposait un quota de chasse de 80 rorquals communs, 40 rorquals boréaux, 80 baleines de Minke et un nombre limité de baleines bleues et de baleines à bosse. Mais cette proposition de plan fut rejetée par la CBI.
Un nouveau programme, qui prévoit un quota de 120 baleines (contre 200) et une proportion d'exportation de 49 % des prises (contre 95 % initialement), est proposé à la CBI, à la suite des pressions venant des États-Unis. Ce programme est accepté, malgré le faible consommation de viande de baleine de la part des Islandais. Finalement, la compagnie islandaise Hvalur H/F, a prélevé 362 baleines entre 1986 et 1989 avec un permis de recherche scientifique. Malgré plusieurs résolutions de la CBI demandant aux États d'utiliser les produits de ces baleines sur le marché domestique, 77 % des prises islandaises sont exportées vers le Japon.
| Année | Rorqual commun | Rorqual boréal | Total |
| ----- | -------------- | -------------- | ----- |
| 1986  | 76             | 40             | 116   |
| 1987  | 80             | 20             | 100   |
| 1988  | 68             | 10             | 78    |
| 1989  | 68             | 0              | 68    |

### Pression internationale

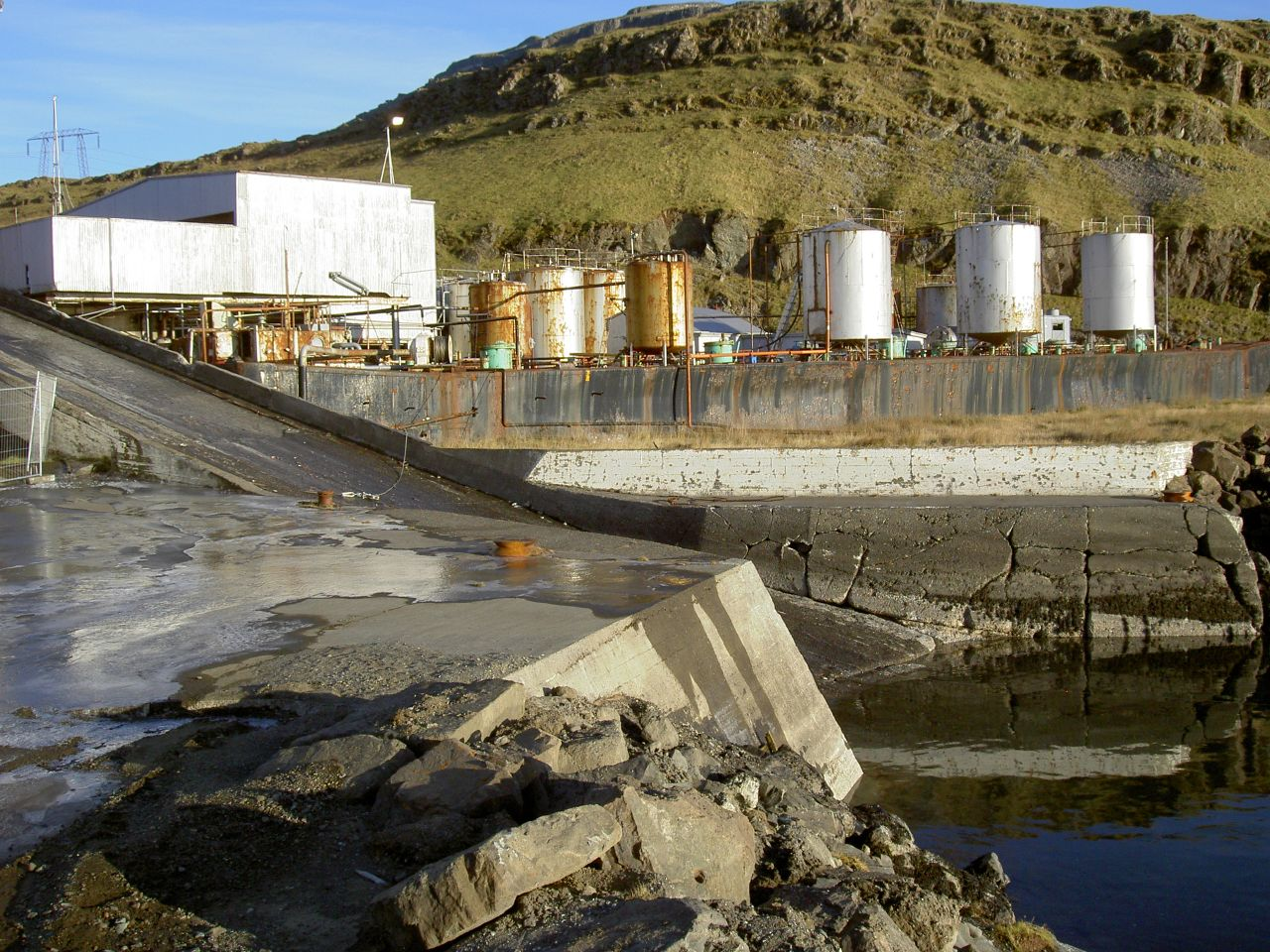
Station baleinière de Hvalfjörður

L'opposition internationale à la chasse à la baleine en Islande a connu différentes formes d'expression, avec des pressions économiques et diplomatiques, ainsi que des manifestations de la part d'organisations non gouvernementales.
En 1978, Greenpeace tente d'empêcher la campagne de chasse à l'aide du navire Rainbow Warrior I. En 1979, les navires de la société Hvalur h/f répondent en tirant des harpons au-dessus des manifestants. À la suite des actions de ces organisations, le gouvernement islandais décide d'envoyer des escortes navales avec les navires baleiniers. Deux zodiacs de Greenpeace furent saisis dans les eaux internationales.
Dans la nuit du 8 au 9 novembre 1986, Rodney Coronado et David Howitt, deux militants membres de la Sea Shepherd Conservation Society saccagent la station baleinière de Hvalfjörður. De retour à Reykjavik, ils coulent deux des quatre navires baleiniers islandais,,.
En 1987, Greenpeace procède à la saisie, dans le port de Hambourg, de 170 tonnes de viande de baleine islandaise en partance pour le Japon. Une autre action similaire est menée avec succès en Finlande en 1988 avec la saisie de 197 tonnes. Dans ces deux cas, les cargaisons ont été confisqués par les autorités locales conformément à la CITES (Convention sur le commerce international des espèces de faune et de flore sauvages menacées d'extinction).
Pendant ce temps, les États-Unis sont impliqués dans des négociations diplomatiques avec les nations baleinières, comme l'Islande et le Japon. En dépit de la tension diplomatique qui régnaient, les Islandais estimant que ni les États-Unis, ni la CBI ne pouvait intervenir dans une question relevant de la souveraineté nationale, les négociateurs américains signent un accord qui permettrait à l'Islande de la prise de 20 rorquals boréaux, sans la menace de sanctions de la part des États-Unis (sous l'amendement Pelly à la protection des pêcheurs des États-Unis Loi, le président américain pourrait mettre en place un embargo à l'encontre de la pêche de l'Islande). L'Islande devait soumettre une proposition de recherche en 1988. Le Japon acceptait également de ne pas acheter de la viande de baleine d'Islande, afin de garantir ses droits de pêche dans les eaux de l'Alaska.
En 1989, le boycott des produits de pêche islandais, organisé par Greenpeace et d'autres organisations anti-chasse, commence à faire effet sur l'économie de l'île, les grands acheteurs étrangers refusant d'importer depuis l'Islande. De plus, une grève menée par le syndicat des scientifiques islandais signifiait qu'aucun expert n'était disponible pour effectuer des recherches à bord des navires baleiniers. En 1989, l'Islande a annoncé qu'elle poursuivra pas la chasse. Cependant, une autre proposition de recherche est soumise en 1990, mais elle est rejetée par le Comité scientifique de la CBI,.
En 1991, l'Islande menacé de quitter la CBI après que sa demande de prendre 92 rorquals communs et 158 baleines de Minke est refusée. À la suite de ce refus, le ministre des Pêches, Þorsteinn Pálsson annonce que l'Islande se retire de la CBI en 1992, cette dernière ayant son principal objectif qui était de réguler la chasse commerciale.
En 1992, l'Islande signe avec la Norvège, le Groenland et les Îles Féroé un accord créant la "North Atlantic Marine Mammal Commission". Cette organisation se veut une alternative à la CBI, étant composée exclusivement d'États pratiquant la chasse commerciale.

### La reprise
En dehors du cadre fixé par la CBI, l'Islande ne pouvait pas redémarrer son industrie baleinière. En effet, les résolutions antérieures de la CBI obligeaient ses membres de s'abstenir de tout commerce de produits baleiniers et d'équipements de chasse avec des nations pratiquant la chasse non-membres. En 2001, l'Islande fait sa première tentative pour rejoindre la CBI. Elle soumet néanmoins son adhésion à une condition: une réserve au moratoire sur la chasse commerciale, ce qui permettrait au pays de pratiquer la chasse à des fins commerciales. Toutefois, la Commission vote majoritairement contre l'Islande, 16 nations refusant de participer en raison d'un désaccord sur la légalité de la demande de l'Islande. L'Islande est néanmoins admise en tant que membre observateur,.
L'Islande fait deux tentatives supplémentaires pour rejoindre la CBI en 2002. Lors de la réunion annuelle en mai, le désaccord sur la réserve émise sur le moratoire par l'Islande subsiste. En conséquence, un vote des membres confirment le fait que l'Islande doit rester un membre observateur.
Lors d'une réunion extraordinaire de la CBI en 2002, la demande d'adhésion de l'Islande et la réserve sont une nouvelle fois examinées. Toutefois, l'Islande propose une réserve modifiée et prévoit un délai jusqu'en 2006 avant la reprise de toute chasse commerciale. La demande d'adhésion et la réserve sont finalement adoptées à une courte majorité (19 votes pour, 18 votes contre),,.
En 2003, l'Islande propose une reprise de la chasse scientifique après une interruption de 14 ans. Le quota proposé est de 100 petits baleines de Minke, 100 rorquals communs et 50 rorquals boréaux. L'étude devait permettre d'étudier les habitudes alimentaires des baleines dans les eaux islandaises. En effet, la Fédération islandaise des propriétaires de bateaux de pêche affirmait que les stocks locaux de cabillauds avaient été réduits de 20 % depuis la fin de la chasse en 1989. Ces chiffres étaient toutefois contestés par les groupes environnementaux qui affirmaient que les stocks de poissons avaient été réduits par la surpêche.
À la suite de la reprise d'une activité de chasse en Islande, la CBI adopte une résolution demandant au pays de réexaminer sa proposition. Dans cette résolution, la CBI relève la menace sur les stocks que représente la reprise de la chasse et l'existence de données recueillies antérieurement. Elle appelle enfin l'Islande et le Japon à s'abstenir de tout travaux de recherche mettant en danger les cétacés,.
La Grande-Bretagne a réagi en menant une coalition 23 pays dans une protestation formelle contre la reprise de la chasse en Islande. Les représentants de l'industrie touristique de l'Islande ont également annoncé leur opposition et leurs inquiétudes sur l'impact négatif potentiel de la chasse. Toutefois, les sondages au sein de l'Islande montraient un soutien populaire pour l'industrie baleinière.
Le programme de recherche islandais a duré de 2003 à 2007 en prenant un total de 200 cétacés.
| Année | Baleine de Minke |
| ----- | ---------------- |
| 2003  | 37               |
| 2004  | 60               |
| 2005  | 39               |
| 2006  | 60               |
| 2007  | 39               |

## La pratique actuelle
En octobre 2006, le gouvernement islandais délivre la première licence pour une chasse commerciale à la baleine, en plus de la poursuite du programme scientifique. Lors de sa nouvelle adhésion en 2003, l'Islande avait affirmé qu'elle ne reprendrait pas la chasse commerciale avant 2006, date à laquelle des pourparlers concernant une chasse durable devaient se conclure. Ces pourparlers n'ont jamais abouti en raison d'une trop forte opposition entre les nations pour et contre la chasse.
Pendant une période de douze mois se terminant en août 2007, les baleiniers islandais ont été autorisés par le gouvernement islandais à chasser et vendre 30 baleines de Minke et 9 rorquals communs. L'Islande reprend officiellement la chasse commerciale, le 21 octobre 2006, après la prise d'un rorqual commun.
Vingt-cinq nations ont émis une protestation diplomatique officielle (appelée «démarche») à l'encontre du gouvernement islandais le 1er novembre 2006 à la suite de la reprise de la chasse commerciale. La protestation a été menée par le Royaume-Uni et signée par les États-Unis, l'Australie, le Brésil, la France, l'Allemagne, la Finlande et la Suède.
Après une brève suspension des activités de chasse, la chasse commerciale reprend en mai 2008, lorsqu'une nouvelle licence a été accordée. Tous les stocks de baleine de Minke chassées en 2006 et 2007 ont été vendus. Le chef de l'association islandaise de chasse à la baleine espérait un quota de 100 baleines de Minke en 2008. La chasse à la baleine se poursuit en 2009, mais le nouveau ministre des pêches et de chef de file du mouvement des verts et de gauche Steingrímur J. Sigfússon estime qu'il n'y avait aucune garantie que la chasse se poursuivrait sur le long terme. Sur l'année 2009, Hvalur H/F a pris 125 rorquals communs et exporté 1 500 tonnes de viandes de baleine.
En 2010, le quota proposé par l'Islande était beaucoup plus important que la quantité de viande de baleine que le marché japonais pouvait absorber. Lors de négociations avec Marc Wall, conseiller économique de l'ambassade américaine de Tokyo, Jun Yamashita, représentant de l'agence japonaise des pêches, a rejeté une proposition visant à proposer à l'Islande de réduire le nombre de baleines chassées à un nombre plus raisonnable.
En mars 2010, plusieurs organisations environnementales accusent l'Islande d'avoir exporté illégalement de la viande de baleine au Danemark et en Lettonie. Le gouvernement islandais déclarera plus tard plusieurs qu'il s'agissait de farine de poisson incorrectement étiquetée comme de la viande de baleine,. Puis, en avril, 15 militants de Greenpeace s'enchaînent aux amarres du navire porte-conteneurs, NYK Orion, à Rotterdam. L'action a été entreprise afin de stopper une cargaison de viande de baleine à destination du Japon. Hvalur a exporté vers le Japon plus de 600 tonnes de viande de baleine au cours des 9 premiers mois de 2010.
| Année | Baleine de Minke | Rorqual commun |
| ----- | ---------------- | -------------- |
| 2006  | 1                | 7              |
| 2007  | 6                | 0              |
| 2008  | 38               | 0              |
| 2009  | 81               | 125            |
| 2010  | 60               | 148            |
| 2011  | 216              | 154            |
| 2012  | 216              | 154            |

## Production
La chasse à la baleine en Islande peut être divisée en deux catégories en fonction des espèces chassées dans l'Atlantique Nord. La société Hvalur H / F chasse exclusivement des rorquals communs destinés à l'exportation. Les produits dérivés des baleines de Minke sont principalement destinés au marché intérieur.

### Rorqual commun
La compagnie Hvalur H/F est la seule compagnie islandaise a chasser des rorquals communs. Elle possède quatre navires baleiniers: Hvalur 6, 7, 8 et 9. Lorsque les baleines sont repérées, les navires engagent la poursuite. Les cétacés sont chassés à l'aide d'un canon de 90 mm.
Les baleines capturées sont fixées sur le côté du navire et ramenée à la station baleinière de Hvalfjörður. Une fois à la station côtière, les carcasses sont dépecées.
La viande de rorqual commun est exportée au Japon. Ces exportations ont toutefois été interrompues, en raison des dommages subis durant le séisme de 2011 de la côte Pacifique du Tōhoku. Pendant cette période, la société Hvalur H/F a temporairement suspendu la chasse.

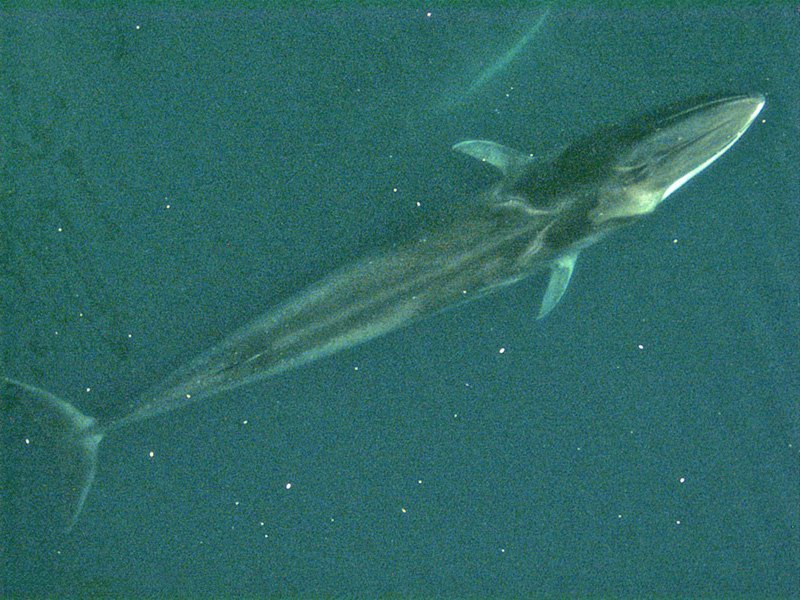
Rorqual commun
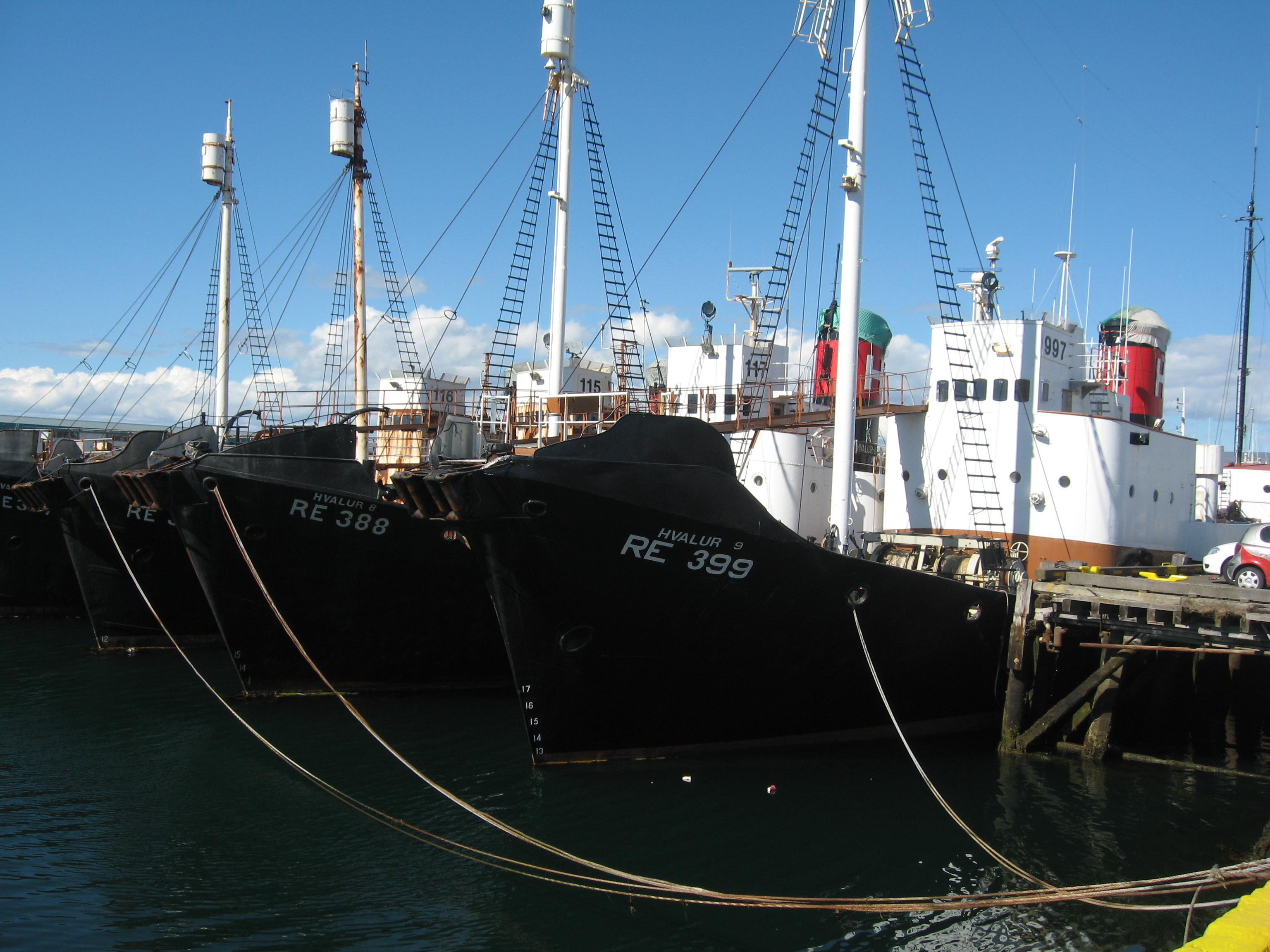
Navires baleiniers de la Hvalur H/F
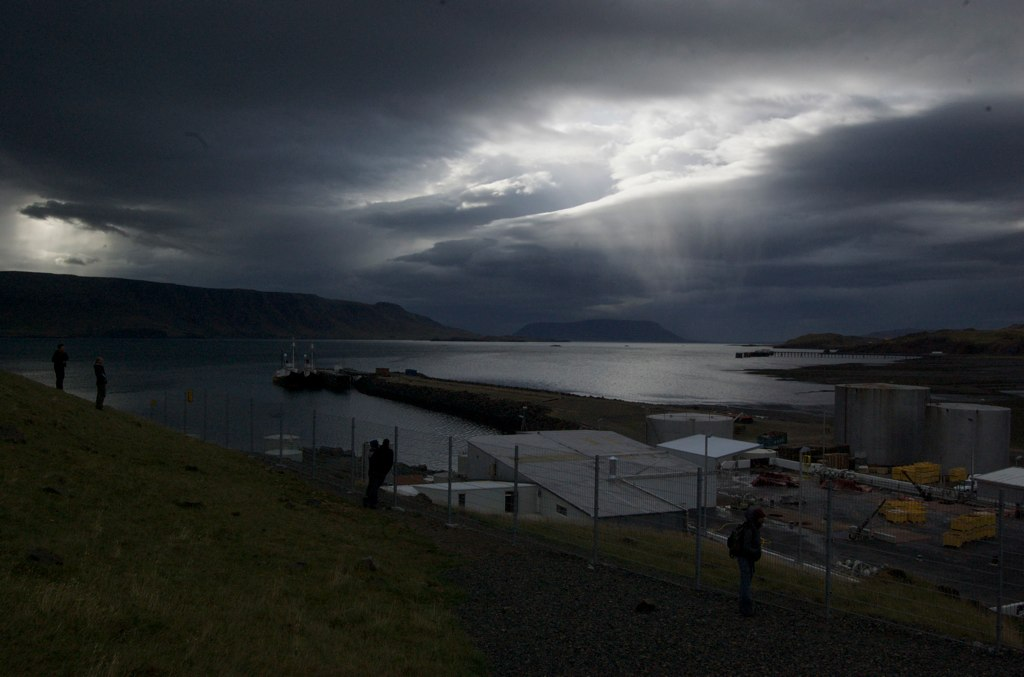
Station baleinière de Hvalfjörður

### Baleine de Minke
Deux compagnies islandaises, Hrefnuveiðimenn ehf et Útgerðarfélagið Fjörður ehf se concentrent sur la chasse côtière des baleines de Minke pour le marché intérieur. Bien que les baleines de Minke soient chassées à l'aide de harpons montés sur des canons, en raison de leur petite taille, elles peuvent être directement hissées sur les navires baleiniers où l'équipage traite directement le produit de la chasse.
La viande de baleine de Minke est vendue exclusivement en Islande aux restaurants et au détail. Un large pourcentage de ces produits est vendu aux touristes visitant l'île,. L'exportation de la viande de cette espèce n'est pas encore à l'ordre du jour en raison de la forte demande intérieure.

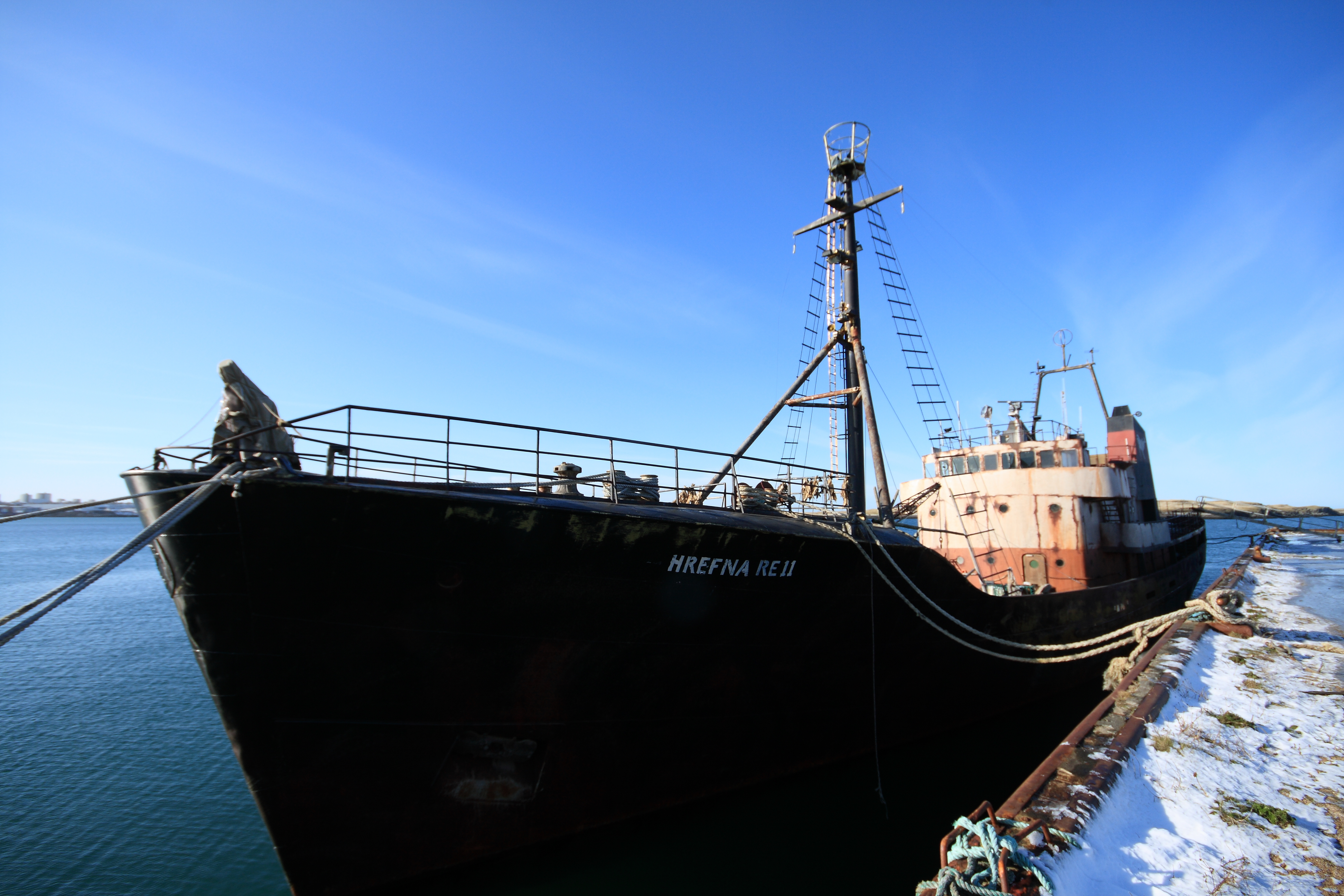
Un navire baleinier de la Hrefnuveiðimenn ehf
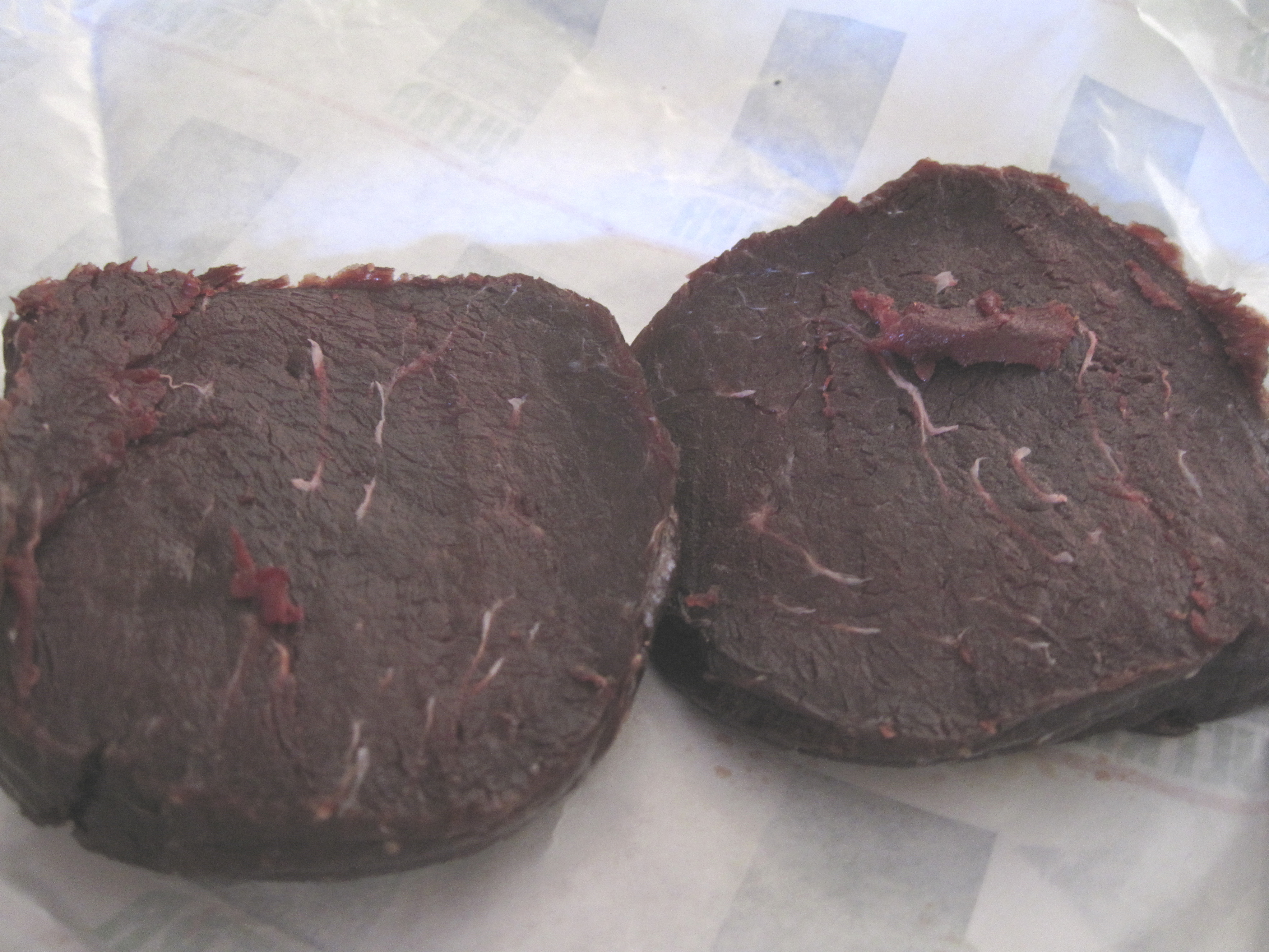
Viande de baleine de Minke
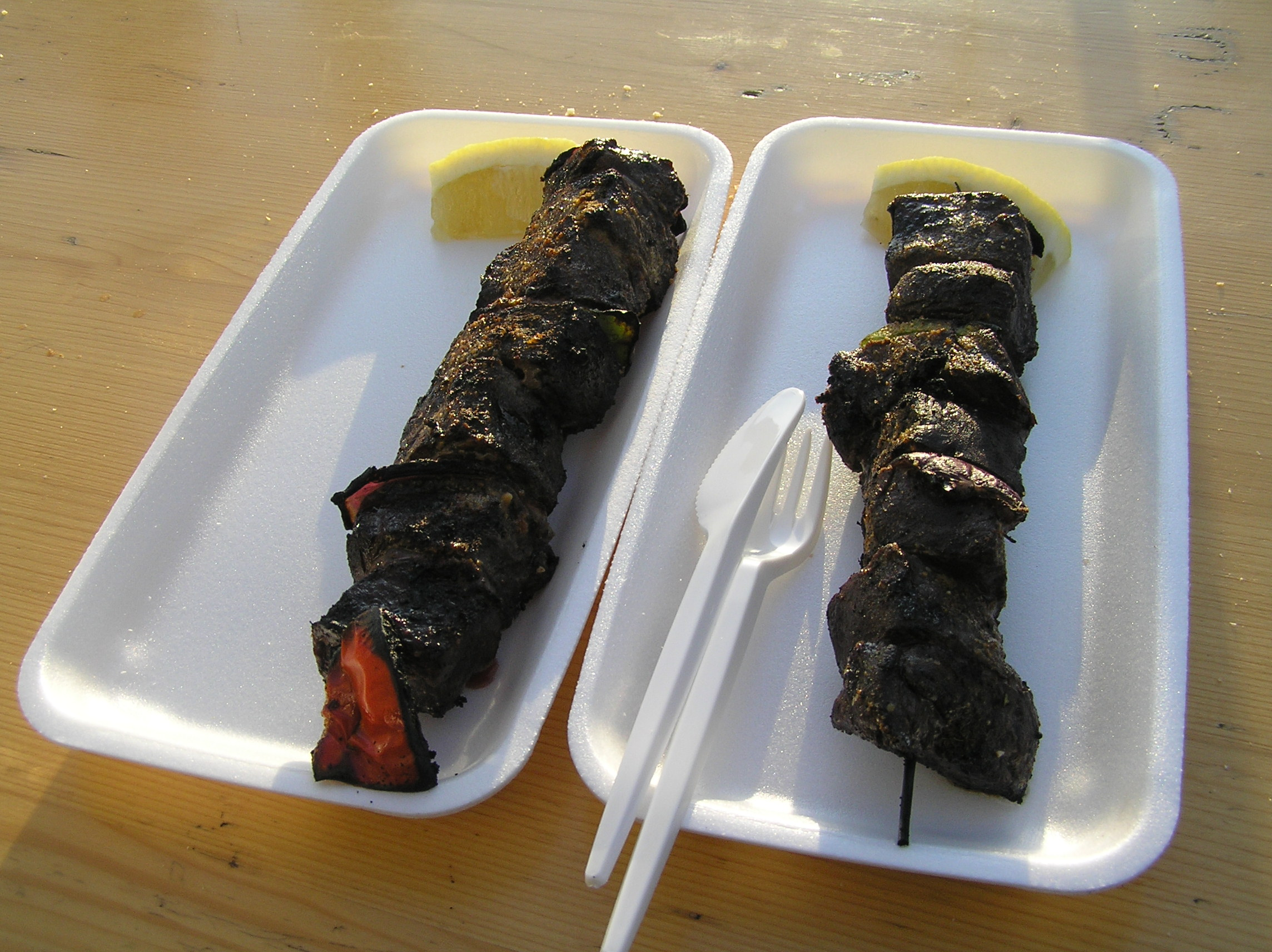
Kebab de baleine de Minke à Reykjavik

## Futur de la chasse en Islande

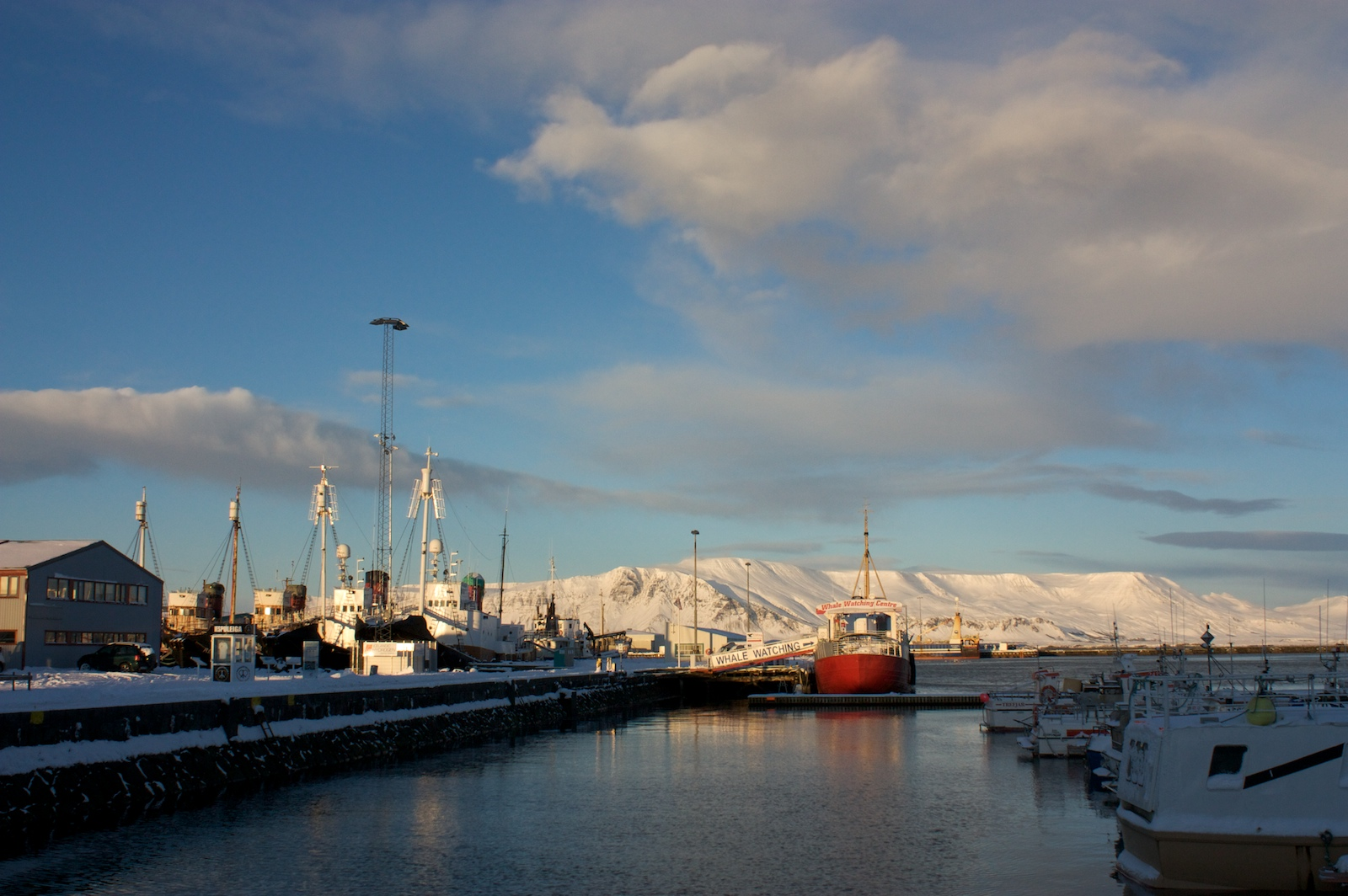
Des navires baleiniers à côté d'un navire d'observation des baleines

### Opinions en Islande
Les Islandais sont majoritairement favorables à la chasse à la baleine. Cette activité est considérée comme faisant partie intégrante de la culture et de la société islandaise. Ce soutien est paradoxal étant donné la faible proportion des Islandais qui consomment de la viande de baleine. En effet 67 % des Islandais soutiennent les activités de chasse, alors que seuls 14 % consomment de la viande de baleine. La viande de baleine est principalement consommée en Islande par les touristes de passage sur l'île.
Le secteur du tourisme est le principal opposant à la chasse à la baleine, avec des activités d'observation des baleines qui pâtissent au niveau international d'un impact négatif du fait de la chasse.
En 2020, on semble se diriger vers la fin de la chasse à la baleine en Islande : seuls 1% des Islandais déclarent manger de la viande de baleine, les exportations vers le Japon se sont effondrées et l'observation des baleines est une activité touristique en fort développement. Les deux dernières sociétés privées pratiquant la chasse ont annoncé que la fin de leurs activités semblait inéluctable.

### Adhésion à l'Union européenne
L'Islande est officiellement candidate à une adhésion à l'Union européenne depuis
le 17 juin 2010.
L’Union européenne (UE) a adopté plusieurs mesures pour protéger les cétacés contre la chasse ainsi que contre tout échange commercial de produits issus de ces animaux, y compris venant de pays tiers. Cette protection est assurée par plusieurs actes, tels que:
- la directive «habitats»,
- le règlement sur le commerce international des espèces de faune et de flore sauvages menacées d'extinction (CITES),
- la stratégie pour le milieu marin,
- le règlement relatif à la conservation et à l'exploitation durable des ressources halieutiques, et
- le règlement relatif à la conservation et à l'exploitation durable de ces mêmes ressources en Méditerranée.

Une résolution est adoptée en 2011 par le Parlement européen concernant le processus d'adhésion de l'Islande. Bien qu'il se félicite des progrès accomplis, ce dernier relève toutefois:
«  les profondes divergences qui subsistent entre l'Union européenne et l'Islande dans le domaine de la gestion de la vie marine, notamment en ce qui concerne la chasse à la baleine; souligne que l'interdiction de la chasse à la baleine fait partie de l'acquis de l'Union et demande la mise en place de discussions plus larges sur l'abolition de la chasse à la baleine et du commerce des produits dérivés. »
— Alinéa 28, Résolution du Parlement européen du 7 avril 2011 sur le rapport de suivi 2010 concernant l'Islande